# Metallochlora venusta
Metallochlora venusta är en fjärilsart som beskrevs av W. Warren 1896. Metallochlora venusta ingår i släktet Metallochlora och familjen mätare. Inga underarter finns listade i Catalogue of Life.